# 10930 Цзіньюн
10930 Цзіньюн (10930 Jinyong) — астероїд головного поясу, відкритий 6 лютого 1998 року.
Тіссеранів параметр щодо Юпітера — 3,204. Отримав назву на честь китайського романіста Цзінь Юна.